# أجير
الأجير هو عامل يعمل لقاء أجرة وهذا هو المعنى وليس للكلمة في هذا السياق مفهوم كلمة «أجير» ذات المعنى السلبي في المشرق. (راجع الحديث الشريف: «أعط الأجير أجره قبل أن يجف عرقه» أي العامل الذي يعمل لقاء أجرة متفق عليها.
الأجير الخاص هو الذي يستحق الأجرة بتسليم نفسه في المدة، عمل أو لم يعمل، كراعي الغنم. الأجير المشترك من يعمل لغير واحد، كالصباغ.
للأجير حقوق كثيرة منها: احترام كرامته-منحه وقتا للراحة-عدم شتمه أو ضربه...